# Citadelle de Juliers
La citadelle de Juliers est un ancien ouvrage militaire construit au XIe siècle, située dans la commune de Juliers en Allemagne. Elle est aujourd'hui désaffectée.

## Description
La citadelle de Juliers faisait partie de la forteresse de Juliers. C'est le principal monument conservé de la ville et l'une des forteresses les mieux conservées du système bastionné en Allemagne. Elle a été construite dans les années 1545 comme partie intégrante d'une ville idéale de la Renaissance et est la plus ancienne citadelle au nord des Alpes. Son maître d'œuvre était Alessandro Pasqualini. Elle se présente aujourd'hui comme une forteresse bastionnée à quatre pointes d'une circonférence d'environ 1 200 mètres. La citadelle est entourée d'un fossé de dix mètres de profondeur et de 20 à 30 mètres de largeur, partiellement en eau, du fond duquel elle s'élève. L'ensemble de l'installation dépasse encore son environnement (hauteur de la route) d'environ cinq à dix mètres. L'accès depuis le côté ville se fait depuis quelques années[pas clair] par le pont Pasqualini, par-dessus le fossé, à travers une poterne. Du nord, on accède également à la cour intérieure par un tel tunnel ; seulement, ici, le fossé n'est pas enjambé par un pont, mais par une digue.
La citadelle est aujourd'hui le siège du lycée Zitadelle de la ville de Juliers et un bien culturel protégé selon la Convention de La Haye.